# Chrysocale ignita
Chrysocale ignita är en fjärilsart som beskrevs av Herrich-Schäffer 1853. Chrysocale ignita ingår i släktet Chrysocale och familjen björnspinnare. Inga underarter finns listade i Catalogue of Life.